# فيليب، دوق أنجو
فيليب، دوق أنجو (30 أغسطس 1730 - 7 أبريل 1733) كان الابن الثاني للويس الخامس عشر ملك فرنسا وزوجته ماريا ليزينسكا.